# Helen le Clercq
Helen Regina Chrétienne le Clercq (* 19. Mai 1932 in Utrecht; † 23. August 1989 in Weesp) war eine niederländische Balletttänzerin und Choreografin, die die Pionierin des Jazztanz in den Niederlanden war.

## Leben und Wirken
Le Clercq hatte eine schwere Kindheit: Ihr Vater, bis 1938 bei der Militärverwaltung beschäftigt, war vor dem Zweiten Weltkrieg Mitglied der Nationaal-Socialistische Beweging und kämpfte mit der Waffen-SS an der Ostfront. Ihre Mutter vernachlässigte die Familie; sie selbst versuchte als Älteste, sich um ihre fünf Geschwister zu kümmern. Die Familie lebte bis 1943 an verschiedenen Orten, ließ sich dann in Amsterdam nieder. Mit 16 Jahren schaffte sie es, Modedesignerin zu werden, obwohl sie nur drei Jahre die Grundschule besucht hatte, aber ein Talent zum Zeichnen besaß. 1953 heiratete sie den Journalisten André Roelofs (1931–2017), mit dem sie zwei Kinder hatte.
Le Clercq übte sich im Volkstanz und lernte den Flamenco kennen. Im Jahr 1956 beschloss sie, sich diesem Tanz in Spanien weiter zu widmen. Ihre Kinder ließ sie bei ihrem Mann und ihrer Schwiegermutter zurück (1960 wurde die Ehe aufgelöst). Nach einer Tournee mit der afroamerikanischen Tanzgruppe von Katherine Dunham 1959/1960 zog Le Clercq nach Paris, wo sie studierte sechs Monate lang spanisches Ballett studierte. Dann tanzte sieben Monate lang mit der Ballettgruppe von Lele de Triana in Carmen. In den folgenden Jahren trat sie mit einer amerikanischen Kompanie in der West Side Story in Berlin auf, arbeitete kurzzeitig beim Cirkus Knie in der Schweiz und tourte mit dem senegalesischen Nationalballett durch Europa.
1964 ließ sich le Clercq wieder in Amsterdam nieder, um den amerikanischen Maler Sam Middleton (1927–2015) zu heiraten. Ende 1966 eröffnete sie Helen’s Dance Centre an der Keizersgracht, wo sie zusammen mit amerikanischen Fachleuten Jazz Dance, Afro-Cuban und Beat Dance unterrichtete. Später folgten Tänze in Soul und Disco; auch Stepptanzkurse wurden angeboten. Das Studio konnte den Ansturm der Schüler kaum bewältigen.
Le Clercq entwickelte eine eigene Jazztanztechnik und gab Workshops im In- und Ausland. Sie choreographierte für Fernsehshows von Adèle Bloemendaal (1965) und später von Willeke Alberti, die sie auch beide unterrichtete. Mit ihrer eigenen Tanzgruppe trat sie auch in Deutschland, im Nahen Osten und im Ostblock auf. 1977 erreichte sie mit dem Programm Dance Explosion, das sie in Amsterdam aufführte, den Durchbruch; 11 der 24 Choreographien zu Musik von Leonard Bernstein, Quincy Jones und The Animals stammten von ihr. 1978 ging sie mit dem Programm auf Tournee und im Jahr darauf trat sie im Theater Carré auf. Als sie trotz ihres Erfolgs in finanzielle Bedrängnis geriet, verließ sie 1980 Europa und migrierte nach Kenia.
In Mombasa gründete Le Clercq zunächst eine Amateurtanzschule und arbeitete für Kenias größten Kasino- und Nachtclubkonzern. 1984 gründete sie mit dem Mama Muramba Dance Theater ein ostafrikanisches Tanztheater, das neben den afroamerikanischen Tänzen auch traditionelle afrikanische Tänze ins Programm aufnahm.
Als Le Clercq 1989 wegen einer hartnäckigen Halsentzündung in die Niederlande zurückkehrte, diagnostizierten die Ärzte Kehlkopfkrebs. Die letzten Monate ihres Lebens verbrachte sie bei ihren Töchtern, bei denen sie im Alter von 57 Jahren starb.